# Stereomastis pacifica
Stereomastis pacifica е вид десетоного от семейство Polychelidae. Видът не е застрашен от изчезване.

## Разпространение и местообитание
Разпространен е в Гватемала, Еквадор, Колумбия, Коста Рика, Мексико, Никарагуа, Панама, Перу, Салвадор, САЩ (Калифорния), Хондурас и Чили.
Среща се на дълбочина от 733 до 2323 m, при температура на водата от 2,9 до 6,2 °C и соленост 34,6 ‰.

## Описание
Популацията на вида е стабилна.